# Istočnohercegovačko-krajiški dijalekt
Istočnohercegovačko-krajiški, također poznat kao (i)jekavski krajiški i istočnohercegovački dijalekt znatnim svojim dijelom jedan je od četiri zapadnoštokavska dijalekta štokavskoga narječja hrvatskoga jezika kojim se služe Hrvati uz čakavsko i kajkavsko narječje. 
U prošlosti je ovaj dijalekt neopravdano nazivan i kao tkzv. istočnohercegovački iako se sastoji od više novoštokavskih (i)jekavskih poddijalekata od kojih je istočnohercegovački samo jedan poddijalekt iz te skupine, i to onaj koji ne pripada hrvatskoj zapadnoj štokavštini.  
Naime novoštokavske poddijalekte možemo podijeliti u dva ostovna tipa, i to tip;
- A) Zapadnojekavski koji predstavlja novoštokavske jekavske poddijalekte zapadnoštokavskoga podrijetla koje predstavlja dubrovački poddijalekt, uz druge novoštokavske zapadnojekavske govore, poput Neretvanskog, dok se s druge strane nalazi drugi tip novoštokavskih jekavskih govora a to jest tip;
- B) koji predstavlja novoštokavske istočnojekavske poddijalekte, to jest one istočnoštokavskog podrijetla koje predstavlja istočnohercegovački poddijalekt uz druge podrijetlom istočnojekavske govore.

Novoštokavski jekavski dijalekt karakterizira (i)jekavski refleks jata i novoštokavska akcentuacija, no njegovi poddijalekti su različitoga podrijetla. Različitim poddijalektima ovoga dijalekta uz Hrvate koji govore zapadnoštokavski jekavski tip slično kao i Bošnjaci, dok Srbi i Crnogorci koriste istočnoštokavski jekavski tip govora.
Hrvatski novoštokavski jekavski poddijalekt sastoji se od više (i)jekavskih govora kao što su žumberački, bjelovarsko-srednjoslavonski, glinsko-slunjski, pounjski, istočnoslavonski, stolačko-neretvanski a predstavlja ga dubrovački poddijalekt.
Općenito u podjeli novoštokavskog jekavskog se spominju 3 poddijalekta (prema Liscu);
- Dubrovački poddijalekt obuhvaća staro primorsko zapadnoštokavsko područje koje sadrži dosta isoglosa dijeljenih s čakavicom i šćakavicom. To je područje starog Dubrovačko(-mljetskog) dijalekta.
- sjeverozapadni poddijalekt obuhvaća buhvaća staro zapadnoštokavsko područje uz Neretvu, koji kao i Dubrovački sadrži dosta čakavsko-šćakavskih isoglosa, koji je prije bio poluikavski, ikavsko-jekavski i u kojega je refleks dugog jata jednosložan (dugo je). Iz njega se razvio i središnji poddijalekt. Riječ je o starom Istočnohumskom dijalektu.

Kao i govore zapadno od Brčkog koji se sastoje od novoštokavizirano jekaviziranih starijih govora ili govora koji su tuda došli migracijom, a s obzirom na okolicu približili se okolnim narječjimač
Riječ je o starom neretvansko-pelješkom dijalektu i njegovim "kolonizacijskim područjima".
- jugoistočni poddijalekt obuhvaća govore istočno od Brčkog i poneretlja, odnosno obuhvaća govore koji su većinom nastali iz istočne štokavice i kojih su govornici većinom po nacionalnosti Srbi (prije rata je tim govorima pričala i znatna zajednica Bošnjaka/Muslimana u Podrinju). Za razliku od ostalih poddijalekata ova poddijalekt ne dijeli šćakavsko-čakavske isoglose, a refleks dugog jata mu je dvosložan (i-je) kao i u crnogorskoj staroštakavskoj jekavici (zetskom dijalektu). On vuče porijeklo iz Stare Hercegovine, te rubnih krajeva današnje istočne Hercegovine.

### Razvitak
Južni dijalekt je rubni dijalekt zapadnoštokavskog narječja. Na početku razvoja je bio podosta srodan čakavskom dijalektima, pogotovo južnočakavskom dijalektu te ostalim rubnim zapadnoštokavskim narječjima poput ščakavskog jekavskog (istočnobosanskog). 
U Boki kotorskoj je vjerojatno bilo i rubnih istočnoštokavskih isoglosa.

Za vrijeme postojanja je Dubrovački dijalekt sigurno utjecao i na razvitak jekavske južnočakavske lastovske oaze na otoku lastovu.
Migracijama za vrijeme Turaka, takvo se stanje mijenja.
Srodni štakavski jekavski i polujekavski dijalekti; 
- dubrovačko-mljetski (jekavski) i
- neretvanski (ikavsko-jekavski)

se objedinjuju, te se s neretvanskog područja događaju seobe na područje tadašnje hrvatsko-turske granice, odnosno zapadne BiH i pogranične Hrvatske, mješajući se i utječući na lokalne dijalekte.
Ovaj dijalekt karakterizira refleks (i)jekavski refleks jata (uvijek jekavski u neretvanskom i krajiškom koji je izašao iz njega, a ijekavski u dugom jatu u ostalim poddijalektima), prijelaz poluglasa u a, a samoglasnog -l i stražnjeg nazala u -u.
Dijalekt se danas obično dijeli na; Dubrovački, sjeverozapadni (Iva Lukežić ga naziva Krajiškim) dijalekt i jugoistočni (iako se radi malog broja/nedostatka govornika Hrvata, zadnji poddijalekt kod nekih jezikoslovaca ni ne broji u hrvatske).
Sjeverozapadni poddijalekt je proizašao iz Neretvanskog i općenito ga karakterizira velika srodnost novoštokavskoj ikavica (izvan izgovora jata je malena razlika po karakteristikama), dok Dubrovački karakteriziraju još i dodanta srodnost čakavici i istočnobosanskoj jekavskoj šćakavici.

## Vanjske poveznice
- Kolo Josip Lisac: Proučavanja hrvatskih štokavskih organskih idioma  Arhivirana inačica izvorne stranice od 23. kolovoza 2007. (Wayback Machine)
- Deset teza o hrvatskome jeziku  Arhivirana inačica izvorne stranice od 28. svibnja 2008. (Wayback Machine)